# CD46
CD46 (мембранный кофакторный белок, англ. membrane cofactor protein) — мембранный белок, ингибирующий рецептор комплемента, продукт гена CD46.

## Структура
Белок состоит из 358 аминокислот, молекулярная масса белковой части — 43,7 кДа. N-концевой участок (309 аминокислот) является внеклеточным, далее расположен единственный трансмембранный фрагмент и внутриклеточный фрагмент (26 аминокислот). Внеклеточный фрагмент включает 4 Sushi-доменов, 3 участка N- и до 18 потенциальных участков O-гликозилирования. 
Связывается с компонентами комплемента C3b и C4b. Кроме этого он связывается с CD9, CD151 и CD29.
Описано 16 изоформ белка, продуктов альтернативного сплайсинга.

## Функции
CD46 играет роль кофактора фактора комплемента I, сериновой протеазы, которая защищает аутологические клетки против атаки системой комплемента с помощью протеолиза факторов C3b и C4b, прикрепляющихся к ткани. Кроме этого, CD46 может участвовать в процессе слияния сперматозоида и яйцеклетки. Действует как костимулирующий фактор для T-лимфоцитов при дифференцировке CD4+ клеток в T-регуляторные клетки 1 типа. T-регуляторные клетки 1 типа подавляют иммунный ответ, секретируя интерлейкин-10, и, т.обр., предотвращая аутоиммунную реакцию. Ряд вирусных и бактериальных патогенов используют это свойство и индуцируют иммуносупрессорный фенотип T-клеток, связываясь с CD46.

## Распределение в тканях
Белок экспрессируется всеми клетками организма, кроме эритроцитов.

## Патология
Дефекты белка CD46 приводят к повышенной чувствительности к гемолитическому уремическому синдрому атипического 2-го типа.